# یوریهیده ایسوگایی
یوریهیده ایسوگایی (انگلیسی: Yorihide Isogai؛ زادهٔ ۱۹ اوت ۱۹۴۰) کشتی‌گیر اهل ژاپن بود.